# Natri selenat
Natri selenat là muối natri của axit selenic và được dùng làm chất bổ sung vi khoáng.